# Schloßberg 36 (Quedlinburg)

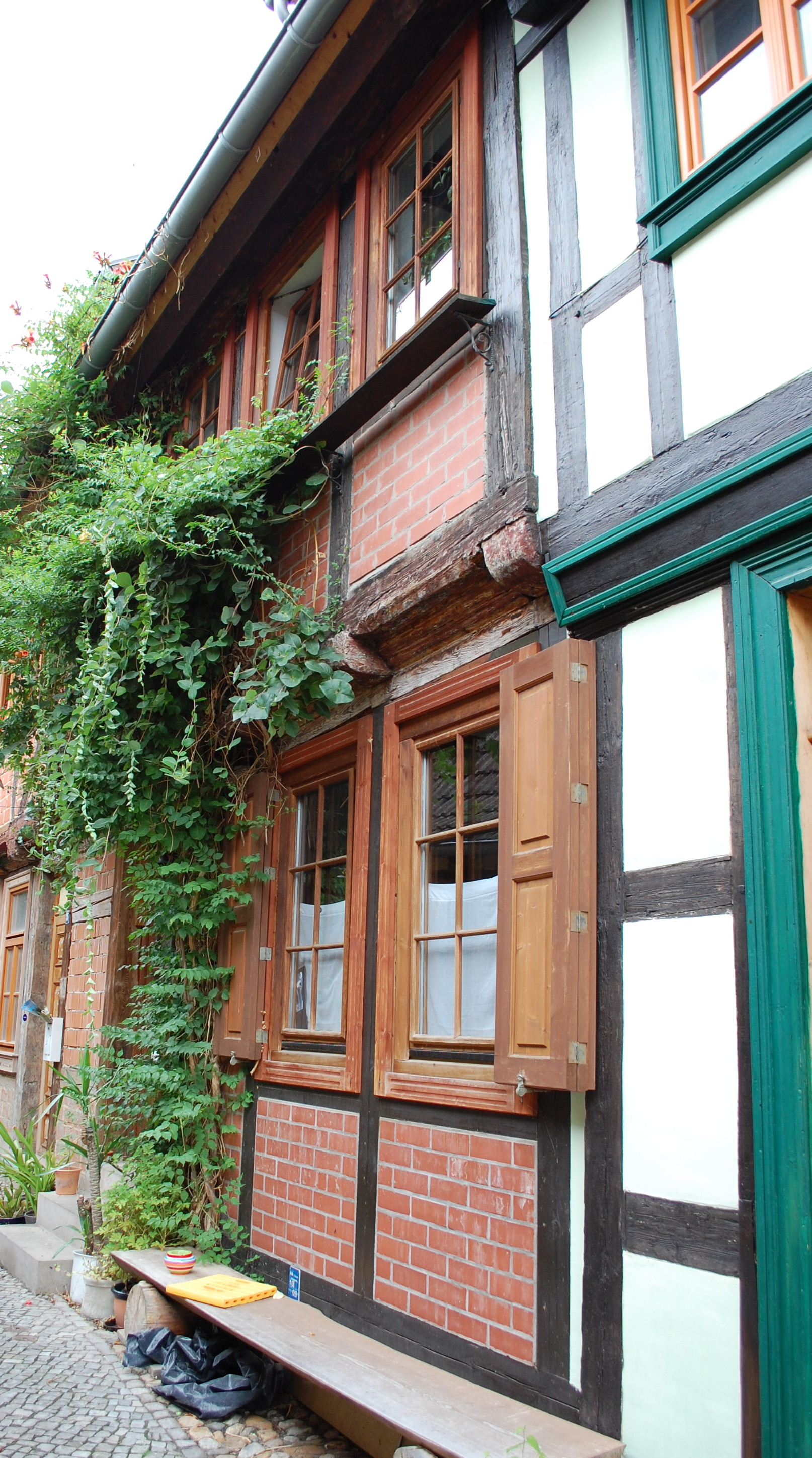
Haus Schloßberg 36

Das Haus Schloßberg 36 ist ein denkmalgeschütztes Gebäude in der Stadt Quedlinburg in Sachsen-Anhalt.

## Lage
Es befindet sich östlich des Quedlinburger Schloßbergs im Stadtteil Westendorf. Die Straße Schloßberg ist hier nur eine schmale, nur für Fußgänger geeignete Gasse. Das Haus ist im Quedlinburger Denkmalverzeichnis als Wohnhaus eingetragen und gehört zum UNESCO-Weltkulturerbe. Südlich grenzt das gleichfalls denkmalgeschützte Haus Schloßberg 35, nördlich das Haus Schloßberg 37 an.

## Architektur und Geschichte
Das kleine Fachwerkhaus entstand in der Zeit um 1720. Die Gefache des Fachwerks sind ausgemauert, wobei die Ziegel unverputzt sind. Sowohl die Dachtraufe als auch die Höhe der Stockschwelle wurden vom benachbarten Haus Schloßberg 35 übernommen. 